# Virginia Társaság

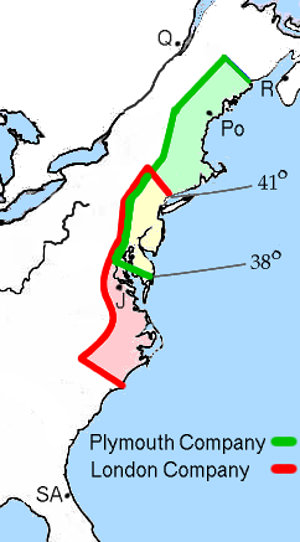
I. Jakab által a London Társaságnak és a Plymouth Társaságnak biztosított területek. Az átfedésben lévő (sárga) területet mindkét társaság használhatta azzal a megkötéssel, hogy egyik sem alapít kolóniát a másik 100 mérföldes (160 km) körzetében. "J" = Jamestown, "Po"= Popham. Egyéb jelzett települések: "Q"= Québec, "R"= Port-Royal, "SA"= Saint Augustine.

A Virginia Társaság (angolul: Virginia Company) egy angol részvénytársaság volt, melyet I. Jakab angol király monopoljogokkal ruházott fel. A Társaság 1606. április 10-én
jött létre azzal a céllal, hogy kolóniákat létesítsen Észak-Amerikában.
A Társaságnak két vállalata volt, ezeket London Társaságnak ("London Company" vagy "Virginia Company of London") és Plymouth Társaságnak ("Plymouth Company" vagy "Virginia Company of Plymouth") nevezték. Mindkettő azonos jogosítványokkal, de eltérő - részben átfedő - földrajzi területen működött. A Plymouth Társaság, mely a 38. és a 45. szélességi körök közötti kolóniaalapításra kapott felhatalmazást, 1607-ben megalapította Popham kolóniáját (ma: Maine állam területe). Ám a telepet egy év után felszámolták. A Plymouth Társaság ezt követően inaktívvá vált, majd 1609-ben megszűnt.
A London Társaság, mely a 34. és a 41. szélességi körök közötti kolóniaalapításra kapott felhatalmazást, három hajóval 144 napos út után, 1607. április 26-án érte el a Chesapeake-öböl partjait. 1607. május 24-én alapították meg Jamestown-t a Chesapeake-öböl torkolatától kb. 64 km-re.
A London Társaság a kezdetekben komoly pénzügyi nehézségekkel küzdött, amin később a dohánytermesztés sikere változtatott. Alapító okmányát 1612-ben kiterjesztették a Bermuda szigetcsoportra is. 1624-ben a Társaság elvesztette jogosítványait és Virginia az angol uralkodó kolóniájává vált.

## Alapítása
A Virginia Társaság alapítói az Újvilág gazdagságából reméltek profitálni. 1606-ban Virginiára vonatkozóan kizárólagos letelepedési jogot kaptak I. Jakab angol és skót királytól. A Társaság állta a kolóniák létrehozásának költségeit, cserébe kontrollálta a meghódított területet annak erőforrásaival együtt. A Társaság szabadon dönthetett kolóniái kormányzásának módjáról is. Az első vezetője a kincstárnoka, Thomas Smythe volt. A befektetők részesedést vásárolhattak a vállalkozásban. Egy részvény 12 fontba és 10 shillingbe került, ami akkoriban egy munkás hat havi bérének felelt meg. A kiterjedt népszerűsítő kampány során az alapítók pamfletekkel, előadásokkal és prédikációkkal igyekeztek felkelteni az érdeklődést e befektetési lehetőség iránt. Közel 1700-an vásároltak meg a Virginia Társaság részvényeit, közöttük különböző társadalmi osztályokba tartozó személyek, céhek és városok. A legnagyobb részvényes Thomas West, Warre lordja (Lord de la Warre) volt, aki később 1610 és 1618 között Virginiát kormányzói rangban irányította, s akinek nevét az USA Delaware állama viseli.
A Társaság üzleti modellje értelmében a vele szerződést kötő telepesek az utazási költségek, élelem, védelem és földtulajdon fejében hét teljes évre munkaerejüket a Társaság szolgálatába állították. A szerződés értelmében tilos volt pl. visszautazniuk Európába.

## Megszűnése
1621-re a Társaság súlyos gondba került. A kifizetetlen osztalékok és a sorsjegy-kibocsátásból származó bevételszerzés erőltetése óvatossá tették a befektetőket. A Társaság adóssága meghaladta a 9000 angol fontot. Az aggódó virginiai telepeseket aligha nyugtatták meg a Társaság akkori vezetőjének szavai, miszerint nem bízhatnak semmi másban csak saját magukban. 1622. március 22-én az indiánok váratlan rajtaütéssel egyetlen nap alatt végeztek Virginia európai lakosságának negyedével. Az angol közvéleményt sokkoló támadás hatására a király - bár csapatokat továbbra sem küldött - jelentős fegyverkészletet bocsátott a Társaság rendelkezésére. Ugyanakkor az alapító okiratnak egy újabb kiegészítése, melyet a király javasolt, jelentősen korlátozta volna a Társaságot Virginia vezetésével kapcsolatos döntési szabadságában. Miután a részvényesek e változtatást elutasították, I. Jakab 1624-ben megváltoztatta Virginia státuszát. Ettől kezdve a terület királyi kolónia lett és a király által kinevezett kormányzó fennhatósága alatt állt.

## Fordítás
Ez a szócikk részben vagy egészben  a   London Company című angol Wikipédia-szócikk ezen változatának fordításán alapul.  Az eredeti cikk szerkesztőit annak laptörténete sorolja fel. Ez a jelzés csupán a megfogalmazás eredetét és a szerzői jogokat jelzi, nem szolgál a cikkben szereplő információk forrásmegjelöléseként.